# Sinclair Vehicles
Sinclair Vehicles Ltd (puis TPD Ltd) est une entreprise britannique qui a tenté de fabriquer des voitures électriques. Elle a été créée en mars 1983 par Clive Sinclair, qui souhaitait étendre les activités de Sinclair Research aux moyens de locomotion.

## Historique
L'idée de concevoir des véhicules à propulsion électrique est présente dès le début de l'aventure Sinclair Radionics pour Clive Sinclair et son ami Chris Curry (futur fondateur de Acorn). Le but est ouvertement de créer une méthode de transport totalement nouvelle (« completely new concept in personal transportation »), déclaration rejoignant la volonté générale de Sinclair d'innover.  Ce projet semble au départ être un défi lié à un hobby, mais qui se révèle potentiellement fructueux face aux nouvelles problématiques écologiques.
Les barrières techniques sont nombreuses, mais Clive Sinclair est habitué à concevoir des produits utilisant des solutions nouvelles, comme ses télévisions, radios et calculatrices de poche. Aussi parvient-il à se faire accompagner par des investisseurs. Un article de The Economist citait : « Si ça avait été un autre que Sinclair, on l'aurait pris pour un fou » (If it was anyone but Sinclair, we'd say he was bonkers.).
La société est fondée grâce à un investissement 8,6 millions de livres gagnés avec la vente d'une partie des actions de Sinclair Research de Clive Sinclair. Le directeur nommé vient de la DeLorean Motor Company.

### La C5

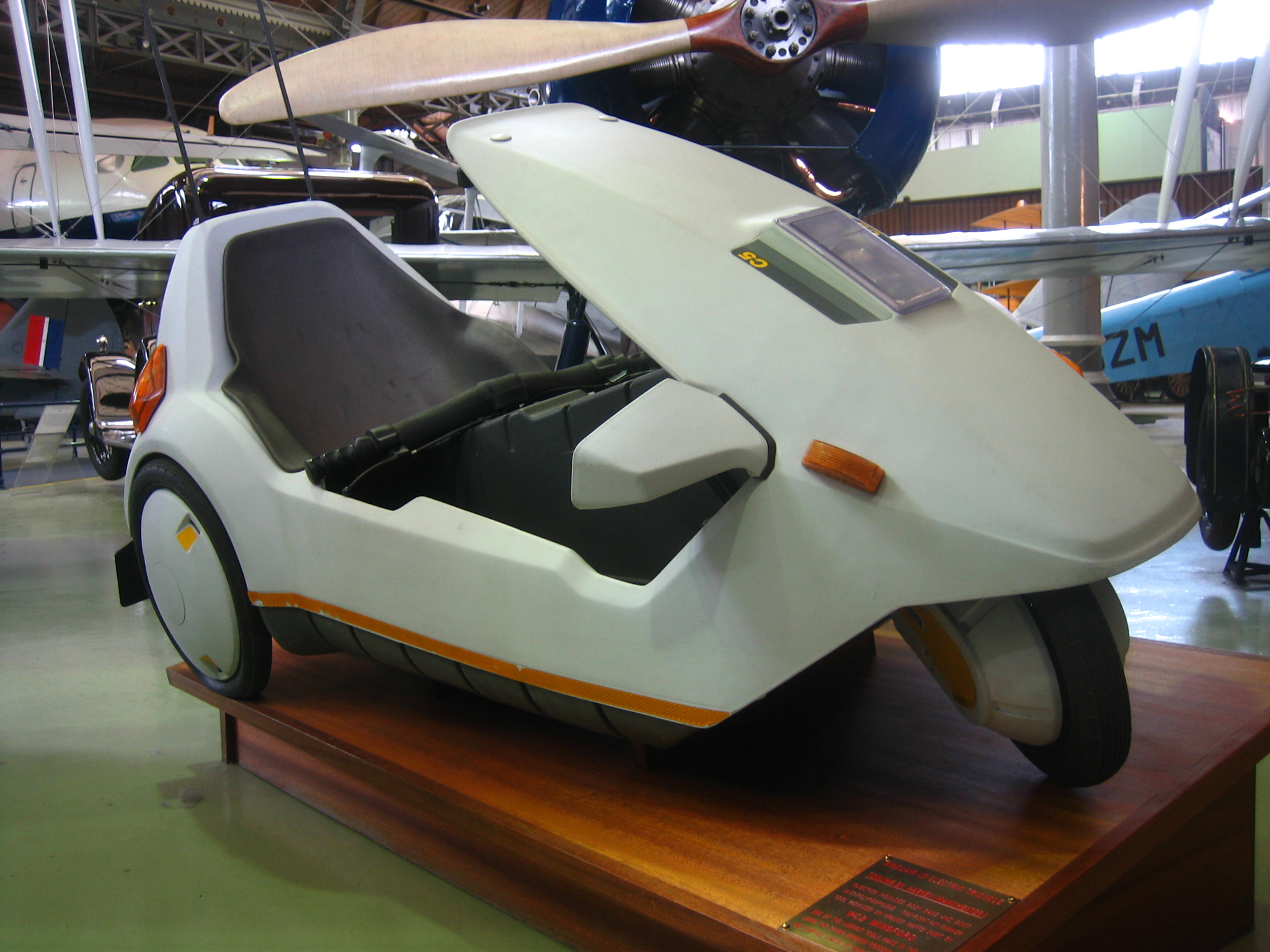
La Sinclair C5

Le 10 janvier 1985 est commercialisé le premier et unique véhicule de la marque: la Sinclair C5 est une petite voiture électrique monoplace tricycle au design futuriste, vendu au prix de 399 £. Sa vitesse est limitée à 25 km/h, ce qui doit lui permettre d'éviter les législations sur la sécurité routière : conduire une C5 ne nécessite pas de permis de conduire, d'assurance...
Comme pour ses autres produits, Sinclair lance une grande campagne de promotion pour la C5, qui coûte à l'entreprise 3 millions de livres.
Sa production, d'abord prévue dans les locaux de la compagnie DeLorean en faillite, est finalement assurée par Hoover. Mais le véhicule est petit, en plastique, et l'idée de le conduire sur la route en rebute plus d'un, ce qui n'aide pas à élargir un marché déjà minuscule (mais surestimé) : « Je ne voudrais surtout pas conduire un C5 dans le trafic. Ma tête était au niveau des pneus des autres véhicules, les pots d'échappement crachaient dans ma figure. Même avec les minuscules feux avant et arrière allumés, je craignais qu'un chauffeur de camion ne me voie pas. Heureusement, un des accessoires disponibles pour la C5 est un haut mât peint en rouge vif, qui a été rendu obligatoire  par la Royal Society for the Prevention of Accidents. »

### La chute deSinclair Vehicles
C'est un échec commercial, seules 17 000 unités seront vendues sur les 200 000 annoncées, et en août 1985, Hoover arrête sa production pour cause de problèmes de paiement de la part de Sinclair Vehicles.
Le mois suivant, l'entreprise est renommée TPD Ltd, mais les pertes s'élevant à 7 millions de livres poussent la société à annoncer le 15 octobre sa liquidation volontaire effective pour le 4 novembre.
Deux autres projets étaient prévus: les C10 et C15 étaient des véhicules électriques plus grands et plus conventionnels, la C15 étant par exemple une voiture à quatre places pouvant rouler à plus de 130 km/h.
Cet échec cuisant est une des causes de la chute de Sinclair Research, connue pour avoir fabriqué dans la première moitié des années 1980 les ordinateurs ZX80, ZX81 et ZX Spectrum.